# Marcin Zontek
Marcin Zontek (ur. 23 sierpnia 1979 w Kowarach) – polski zawodnik mieszanych sztuk walki (MMA) wagi półciężkiej oraz karateka shidōkan. Walczył m.in. na pierwszych galach KSW. Mistrz Polski w shidōkan karate z 2006 roku oraz w formule lowkick z 2007 roku, mistrz Europy w shidōkan karate z 2008. Posiadacz pasa mistrzowskiego brytyjskiej organizacji UCC w wadze półciężkiej. Były pretendent do pasa mistrzowskiego rosyjskiej organizacji M-1 Global.

## Kariera karateki
23 kwietnia 2005 roku został półfinalistą pucharu świata w shidōkan karate który odbył się w Lyonie. Jeszcze tego samego roku 17 grudnia został wicemistrzem Europy w shidōkan karate na zawodach, które odbywały się na Litwie. 9 grudnia 2006 roku został mistrzem Polski w shidōkan karate. W 2007 roku został mistrzem Polski w formule low-kick w kat. -91 kg. 29 listopada 2008 roku zdobył mistrzostwo Europy na II Mistrzostwach Europy w Shindokai Karate w wadze open.

## Kariera MMA

### KSW
15 stycznia 2005 roku zadebiutował w formule MMA na trzeciej z kolei organizowanej gali KSW która odbyła się w Hotelu Marriott w Warszawie. Wystąpił wtedy w ośmioosobowym turnieju. Jego pierwszym przeciwnikiem był Sławomir Zięba którego zmusił uderzeniami do poddania się w trzeciej rundzie. Drugi pojedynek stoczył z tryumfatorem pierwszej gali KSW Łukaszem Jurkowskim. Po dwurundowym pojedynku sędziowie orzekli zwycięstwo Jurkowskiego. Następną walkę na KSW stoczył 10 września 2005 roku na gali KSW 4, a jego przeciwnikiem był weteran amerykańskich ringów oraz były mistrz WEC Shonie Carter. Walka odbyła się na pełnym dystansie, a w czasie pojedynku Zontek walczył ze złamanymi żebrami. Po dwóch rundach sędziowie uznali wyższość Cartera.

### Lata 2006-2009
W latach 2006–2009 walczył na mniejszych Polskich galach i turniejach MMA. Stoczył m.in. przegrany pojedynek z Krzysztofem Kułakiem na gali Full Contact Prestige. Przez ten czas zanotował trzy zwycięstwa oraz trzy porażki.

### Lata 2010-2011
W 2010 roku związał się z Brytyjską organizacją Fight Ikon i jeszcze tego samego roku 21 listopada stoczył swój pierwszy pojedynek na Wyspach Brytyjskich. Na gali Fight Ikon 5 pokonał przez TKO (wysokie kopnięcie i ciosy w parterze) Nealla Thompsona. Następną walkę stoczył 20 lutego 2011 roku na Fight Ikon 6 gdzie ciosami w parterze zmusił do poddania Dave'a Wilsona.
24 marca 2011 roku stoczył pojedynek o pas mistrzowski organizacji Ultimate Cage Championships w wadze półciężkiej z doświadczonym Shaunem Lomasem. Na sześć sekund przed zakończeniem pierwszej rundy Zontek poddał Lomasa dźwignią na staw łokciowy i tym samym zdobył pas mistrzowski. Jeszcze w tym samym roku Zontek stoczył swój trzeci pojedynek w organizacji Fight Ikon. Walka została ogłoszona no-contest z powodu nieprzepisowego uderzenia kolanem w parterze przez Zontka.
20 października 2011 roku stoczył pojedynek na czeskiej gali Heroes Gate 5 przeciwko Matusowi Mecarowi. Zontek przegrał przez poddanie (dźwignia skrętowa na staw skokowy). 13 listopada stoczył wygrany pojedynek w Rzeszowie w ramach turnieju Carpathian Primus Belt wagi ciężkiej z Białorusinem Władimirem Bierdikiem na gali Olimp Extreme Fight. Dwadzieścia dni później stoczył kolejną walkę w Polsce na gali XCage w Toruniu. Zontek przegrał z Michałem Andryszakiem przez poddanie (anakonda). W ćwierćfinale turnieju Carpathian Primus Belt który odbył się 24 lutego 2012 roku stoczył pojedynek ponownie z Andryszakiem. W 1. rundzie Andryszak założył duszenie (anakondę) Zontkowi który nie poddawał walki i był w pełni świadomy. Sędzia sugerując się bardzo ciasno założoną techniką przerwał pojedynek i ogłosił zwycięstwo Andryszaka. Zontek po walce złożył protest do organizatorów odwołując się od decyzji sędziego głównego. 2 marca 2012 roku organizatorzy gali oficjalnie ogłosili że pojedynek Zontek vs Andryszak zostaje uznany za no-contest (nieodbyty).

### M-1 Global
8 kwietnia 2012 na gali M-1 Fighter 2 w walce wieczoru pokonał zawodnika gospodarzy Igora Sawieljewa przez poddanie (duszenie zza pleców) w 2. rundzie.
10 kwietnia 2012 roku Zontek związał się umową długoterminową z rosyjską organizacją M-1 Global (trzy pojedynki na galach typu Selection oraz sześć na galach z serii Challenge). Swój drugi pojedynek w organizacji M-1 Global stoczył 16 maja 2012 roku na gali M-1 Challenge 32. Zontek wygrał przez techniczny nokaut w 2. rundzie z Rosjaninem dagestańskiego pochodzenia Salimem Daudowem.
30 września 2012 roku stoczył pojedynek o wakujący pas mistrzowski M-1 Global w wadze -93 kg., a jego przeciwnikiem był Siergiej Korniew. Zontek już w pierwszych sekundach pojedynku znokdaunował Korniewa, ale po chwili sam znalazł się na ziemi po udanym sprowadzeniu Rosjanina i przez większość czasu przyjmował krótkie ciosy w parterze. Kolejne rundy to kontynuacja zapaśniczych sprowadzeń Korniewa i w tej płaszczyźnie walki obijanie Polaka ciosami. Zontek rewanżował się za to szybkimi i celnymi akcjami kickbokserskimi co doprowadziło m.in. do złamania nosa w 2. rundzie i wybicia kilku zębów rywalowi. Na kilka sekund przed końcem pojedynku Zontek trafił Rosjanina efektownym kopnięciem w głowę po uprzednim odbiciu się od ringowych lin. Ostatecznie Zontek przegrał na punkty (niejednogłośna decyzja sędziów) po wycieńczającym 5-rundowym pojedynku. Przez prawie dwa lata borykał się z kontuzją kolana, która wykluczała go ze startów w MMA.

### FEN
Po wyleczeniu kontuzji, w 2014 roku związał się z Fight Exclusive Night, notując tamże pięć zwycięstw. 20 maja 2016 roku na gali FEN 12: Feel The Force zawalczył o pas mistrzowski FEN w wadze półciężkiej z Przemysławem Mysialą. Pojedynek wygrał Mysiala poddaniem w piątej rundzie pojedynku.
12 października 2019 na gali FEN 26: The Greatness w pożegnalnej walce przegrał z Rafałem Kijańczukiem przez techniczny nokaut w pierwszej odsłonie rundowej. Po walce zakończył karierę.

### Conteder Fight Night
24 sierpnia 2022 federacja Contender Fight Night ogłosiła, że Zontek powraca ze sportowej emerytury i zawalczy 22 października podczas gali Conteder Fight Night 7: Legacy w Świebodzicach. Po pewnym czasie CFN przedstawiło starcie Zontka z reprezentantem Czech, Vítem Mrákotą. Ostatecznie Mrákota wypadł z tego zestawienia, a nowym przeciwnikiem Zontka został Fin, Jussi Halonen. Walkę po niespełna minucie zwyciężył przez TKO popularny Zonti, po tym jak Halonen zasygnalizował do sędziego kontuzję ręki.

## Osiągnięcia

### Mieszane sztuki walki
- 2005: Konfrontacja Sztuk Walki 3 – półfinalista turnieju
- 2011: Mistrz Ultimate Cage Championships w wadze półciężkiej

### Shidōkan
- 2005: Puchar Świata w Lyonie – półfinalista
- 2005: Mistrzostwa Litwy – 2. miejsce
- 2006: Mistrzostwa Polski w Białymstoku – 1. miejsce
- 2008: II Mistrzostwa Europy w shindokai karate – 1. miejsce

### Kick-boxing
- 2007: Mistrzostwa Polski w formule lowkick – 1. miejsce

## Lista walk w MMA
| Wynik     | Bilans    | Przeciwnik (bilans przed walką) | Rozstrzygnięcie                                         | Runda | Czas | Rozgrywki                                   | Data       | Miejsce             | Uwagi                                                                    |
| --------- | --------- | ------------------------------- | ------------------------------------------------------- | ----- | ---- | ------------------------------------------- | ---------- | ------------------- | ------------------------------------------------------------------------ |
| Wygrana   | 18-13 (2) | Jussi Halonen (9-8)             | TKO (kontuzja ręki - złamanie)                          | 1     | 0:59 | Conteder Fight Night 7: Legacy              | 22.10.2022 | Świebodzice         | Main Event                                                               |
| Przegrana | 17-13 (2) | Rafał Kijańczuk (7-2)           | TKO (ciosy pięściami w parterze)                        | 1     | 0:52 | FEN 26: The Greatness                       | 12.10.2019 | Wrocław             |                                                                          |
| Przegrana | 17-12 (2) | Marcin Sianos (3-3)             | KO (prawy sierpowy)                                     | 1     | 4:48 | FEN 23: Rebecki vs. Imavov                  | 12.01.2019 | Lubin               | Co-Main Event                                                            |
| Wygrana   | 17-11 (2) | Toni Valtonen (28-15)           | TKO (przerwanie przez lekarza, niezdolność do walki)    | 3     | 2:16 | FEN 21: Grzebyk vs. Vieira                  | 25.05.2018 | Wrocław             |                                                                          |
| Przegrana | 16-11 (2) | Riccardo Nosiglia (4-0)         | Poddanie (duszenie zza pleców)                          | 1     | 4:55 | FEN 15: Final Strike                        | 14.01.2017 | Lubin               | Co-Main Event                                                            |
| Przegrana | 16-10 (2) | Przemysław Mysiala (18-9-1)     | Poddanie (duszenie zza pleców)                          | 5     | 4:58 | FEN 12: Feel The Force                      | 20.05.2016 | Wrocław             | Pojedynek o pas mistrza FEN w wadze półciężkiej, Bonus za walkę wieczoru |
| Wygrana   | 16-9 (2)  | Arunas Vilius (4-8-1)           | TKO (ciosy pięściami)                                   | 1     | 1:41 | FEN 10: Gold Edition                        | 09.01.2016 | Lubin               | Co-Main Event                                                            |
| Wygrana   | 15-9 (2)  | Tassilo Lahr (9-4-1)            | Decyzja (jednogłośna)                                   | 3     | 5:00 | FEN 9: Go For It                            | 07.07.2015 | Wrocław             | Main Event                                                               |
| Przegrana | 14-9 (2)  | Maksim Futin (4-2)              | Poddanie (duszenie zza pleców)                          | 1     | 3:07 | M-1 Challenge 60                            | 05.08.2015 | Orzeł               |                                                                          |
| Wygrana   | 14-8 (2)  | Maciej Browarski (11-6)         | Decyzja (niejednogłośna)                                | 3     | 5:00 | FEN 6: Showtime                             | 06.03.2015 | Wrocław             |                                                                          |
| Wygrana   | 13-8 (2)  | Krzysztof Pietraszek (4-2)      | TKO (niezdolność do walki)                              | 1     | 5:00 | FEN 5: Cuprum Heroes                        | 10.01.2015 | Lubin               | Debiut w FEN, Co-Main Event                                              |
| Przegrana | 12-8 (2)  | Siergiej Korniew (10-2)         | Decyzja (niejednogłośna)                                | 5     | 5:00 | M-1 Challenge 34                            | 30.09.2012 | Moskwa              | Pojedynek o pas mistrzowski M-1 Global w wadze półciężkiej               |
| Wygrana   | 12-7 (2)  | Salim Daudow (4-0)              | TKO (ciosy pięściami)                                   | 2     | 2:41 | M-1 Challenge 32                            | 16.05.2012 | Moskwa              |                                                                          |
| Wygrana   | 11-7 (2)  | Igor Sawieljew (13-6-1)         | Poddanie (duszenie zza pleców)                          | 2     | 4:30 | M-1 Fighter 2 – Elimination Round           | 08.04.2012 | Moskwa              |                                                                          |
| Wygrana   | 10-7 (2)  | Maciej Marczewski (1-1)         | TKO (ciosy pięściami)                                   | 1     | 1:05 | West Fighting MMA 1                         | 11.03.2012 | Gorzów Wielkopolski |                                                                          |
| Nieodbyta | 9-7 (2)   | Michał Andryszak (2-1)          | No contest (pojedynek anulowany przez organizatorów)    | 1     | 0:39 | Olimp Extreme Fight: Polska vs Węgry        | 24.02.2012 | Rzeszów             | Ćwierćfinał turnieju Carpathian Primus Belt wagi ciężkiej (+93 kg)       |
| Przegrana | 9-7 (1)   | Michał Andryszak (1-1)          | Poddanie (anakonda)                                     | 1     | 1:00 | XCage                                       | 03.12.2011 | Toruń               |                                                                          |
| Wygrana   | 9-6 (1)   | Władimir Bierdik (0-0)          | Poddanie (dźwignia na staw kolanowy)                    | 2     | 1:38 | Olimp Extreme Fight                         | 13.11.2011 | Rzeszów             | Pierwsza runda turnieju Carpathian Primus Belt wagi ciężkiej (+93 kg)    |
| Przegrana | 8-6 (1)   | Matus Mecar (3-2)               | Poddanie (dźwignia skrętowa na staw skokowy)            | 1     | ?    | Heroes Gate 5                               | 20.10.2011 | Praga               |                                                                          |
| Nieodbyta | 8-5 (1)   | Brett Smart (0-0)               | No contest (nieprzepisowe uderzenie kolanem w parterze) | 1     | 0:45 | Fight Ikon 7                                | 29.05.2011 | Preston             |                                                                          |
| Wygrana   | 8-5       | Shaun Lomas (11-23)             | Poddanie (dźwignia na staw łokciowy)                    | 1     | 4:54 | UCC 8 – Double Trouble                      | 24.03.2011 | Manchester          | Zdobył pas mistrzowski Ultimate Cage Championships w wadze półciężkiej   |
| Wygrana   | 7-5       | Dave Wilson (9-9)               | Poddanie (ciosy pięściami)                              | 1     | 1:44 | Fight Ikon 6                                | 20.02.2011 | Bolton              |                                                                          |
| Wygrana   | 6-5       | Neall Thompson (0-0)            | TKO (wysokie kopnięcie i ciosy pięściami)               | 1     | 0:33 | Fight Ikon 5                                | 21.11.2010 | Salford             |                                                                          |
| Wygrana   | 5-5       | Bogusław Zawirowski (1-0)       | TKO (ciosy pięściami)                                   | 3     | 0:36 | Pro Fight 3                                 | 22.02.2009 | Olsztyn             |                                                                          |
| Przegrana | 4-5       | Marcin Krzysztofiak (1-1)       | Decyzja (jednogłośna)                                   | 2     | 5:00 | Mielno Gala                                 | 18.07.2007 | Mielno              |                                                                          |
| Wygrana   | 4-4       | Paweł Witek (3-2-1)             | TKO (ciosy pięściami)                                   | 2     | ?    | MMA Superleague 1 – Warsaw                  | 16.12.2006 | Warszawa            |                                                                          |
| Przegrana | 3-4       | Deividas Banaitis (6-0)         | Decyzja                                                 | 2     | 5:00 | Bushido Lithuania – Battle of Saule 1       | 07.09.2006 | Szawle              |                                                                          |
| Przegrana | 3-3       | Krzysztof Kułak (9-4-1)         | Poddanie (dźwignia na staw łokciowy)                    | 1     | ?    | Full Contact Prestige – Khalidov vs. Buczko | 08.04.2006 | Poznań              |                                                                          |
| Wygrana   | 3-2       | Kamil Małysz (0-0)              | Decyzja (jednogłośna)                                   | 2     | 5:00 | SP – International Shidokan Gala            | 18.03.2006 | Białystok           |                                                                          |
| Przegrana | 2-2       | Shonie Carter (36-13-7)         | Decyzja (jednogłośna)                                   | 2     | 5:00 | KSW 4                                       | 10.09.2005 | Warszawa            |                                                                          |
| Wygrana   | 2-1       | Igor Kołacin (1-2)              | TKO (przerwanie przez lekarza)                          | 1     | 3:46 | MMA Sport 2 – Olimp                         | 28.05.2005 | Poznań              |                                                                          |
| Przegrana | 1-1       | Łukasz Jurkowski (6-1)          | Decyzja (jednogłośna)                                   | 2     | 5:00 | KSW 3                                       | 15.01.2005 | Warszawa            | Przegrał w półfinale turnieju KSW                                        |
| Wygrana   | 1-0       | Sławomir Zięba (0-1)            | Poddanie (ciosy pięściami)                              | 3     | 2:19 | KSW 3                                       | 15.01.2005 | Warszawa            | Debiut w MMA, Ćwierćfinał turnieju KSW                                   |